# Neuwirtshäuser Weiher
Der Neuwirtshäuser Weiher, auch Neuwirtshäuser See oder Limesweiher genannt, ist ein etwa 0,68 ha großes, künstlich angelegtes Stillgewässer am Rand der Siedlung Neuwirtshaus im Hanauer Stadtteil Großauheim.

## Lage und Beschreibung

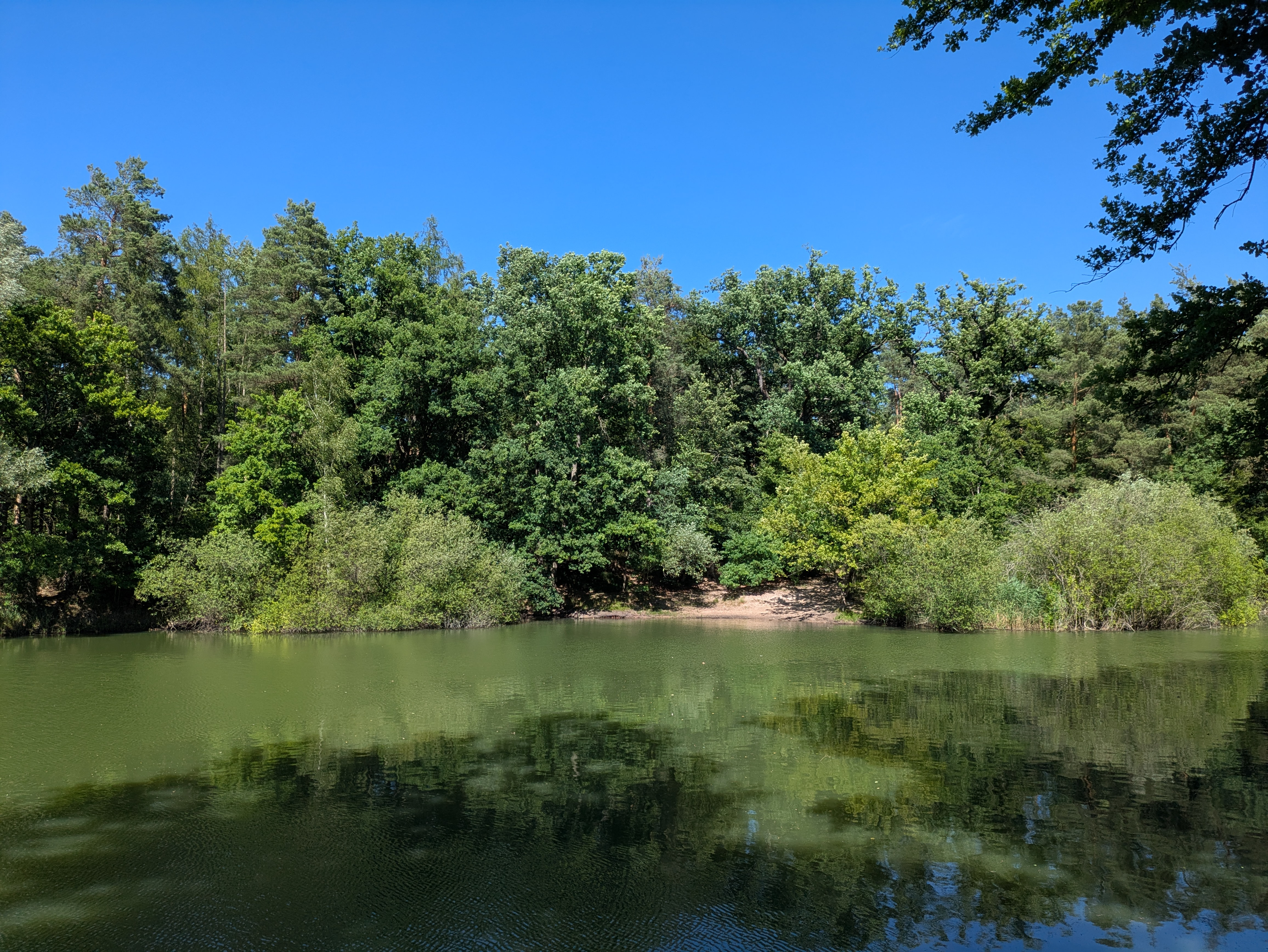
Nordufer mit Sandstrand

Der Neuwirtshäuser Weiher ist ein beliebtes Naherholungsziel und wird aktuell vom AV Neuwirtshaus als Angelgewässer genutzt. Er befindet sich in den östlichen Ausläufern des Spessarts, eingebettet in das Waldgebiet der Bulau. Das Gewässer liegt auf einer Höhe von 103 Metern über dem Meeresspiegel zwischen der Siedlung Neuwirtshaus im Südwesten und dem archäologischen Denkmal des römischen Kleinkastells Neuwirtshaus im Nordosten. Es hat eine Länge von circa 145 Metern, eine Breite von etwa 65 Metern und eine maximale Tiefe von rund drei Metern. Seine Fläche beträgt etwa 0,68 Hektar und sein Umfang etwa 390 Meter. An der Nordseite des Weihers liegt eine Bucht mit Sandstrand. Ein Trampelpfad verläuft südlich um den Weiher herum. Dort befinden sich Zugänge von angrenzenden Privatgrundstücken. Die Umgebung wird von Spazier- und Wanderwegen durchzogen. Direkt an der Nordseite des Weihers verläuft der Wanderweg Limes-Spur bei Hanau-Neuwirtshaus. Etwas südlich des Weihers beginnt die historische Handelsroute Birkenhainer Straße. Etwas westlich des Weihers verlief der frühere römische Grenzwall  Limes. Öffentliche Zugänge zum Weiher bestehen sowohl von Westen über einen Weg ab dem Parkplatz Limes als auch von Osten über einen Weg ab dem Spielplatz Grenzwalleiche/Am Neuwirtshaus. Aufgrund seiner unmittelbaren geografischen Nähe zur hessisch-bayerischen Landesgrenze sowie seiner mutmaßlichen Entstehung im Zuge von Kies- oder Sandabbauarbeiten in der zweiten Hälfte des 20. Jahrhunderts wird der Neuwirtshäuser Weiher zur Kahler Seenplatte gezählt.

## Ökologie

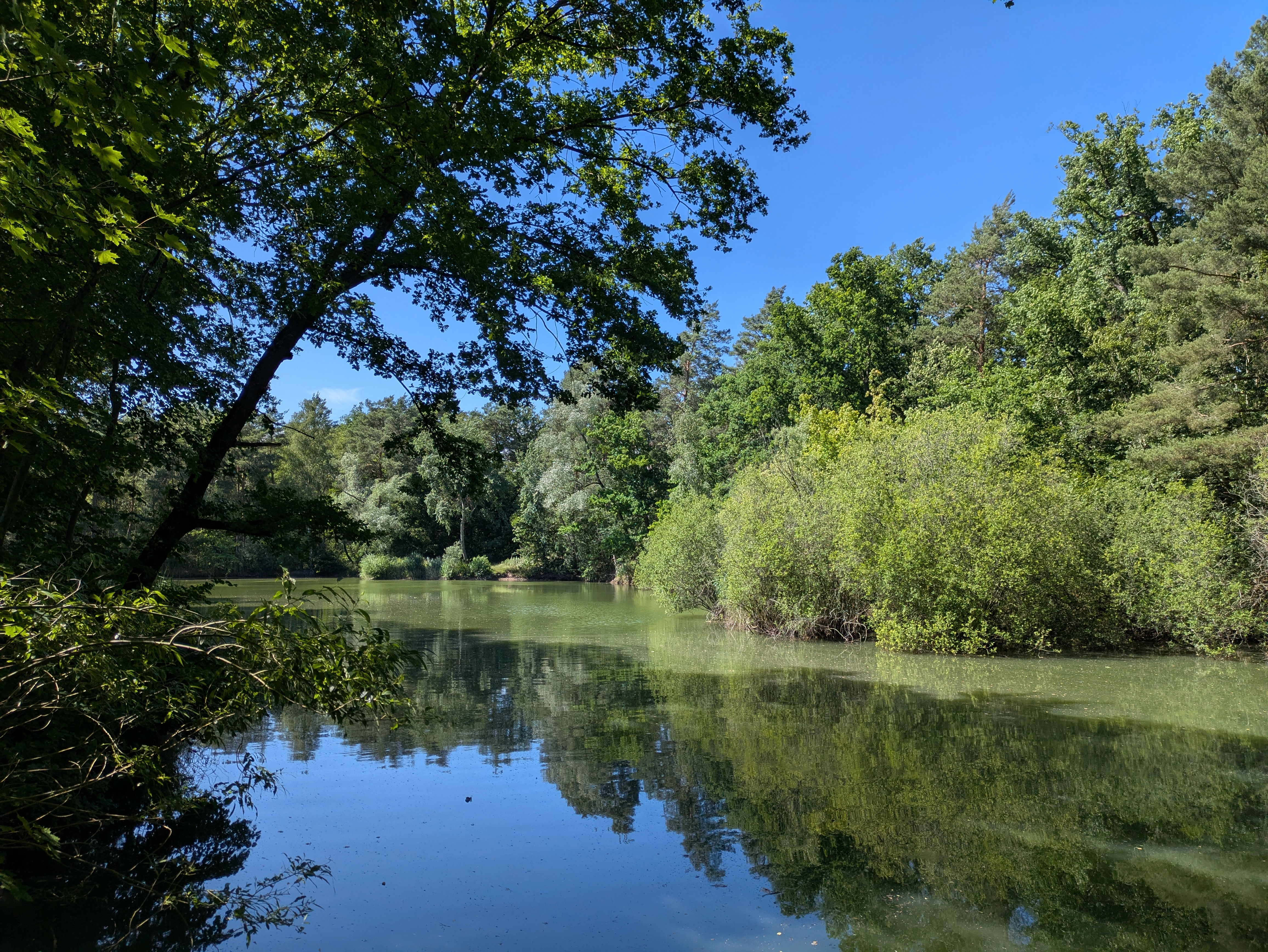
Der in Mischwald eingebettete Neuwirtshäuser Weiher

Der Neuwirtshäuser Weiher dient als Lebensraum für verschiedene Fischarten, Amphibien, Libellen und verschiedene Wasserinsekten. Nach Warmwetterphasen weist das Wasser oft eine intensive grünlich-trübe Färbung auf, was auf eine Eutrophierung und ein damit verbundenes reiches Phytoplankton-Vorkommen schließen lässt, während es in kühleren Perioden überwiegend klar bleibt. Ins Wasser gefallenes Totholz und überhängende Äste schaffen wertvolle Mikrohabitate. Der Weiher liegt eingebettet in einen dichten Mischwald, in dem in Ufernähe insbesondere Stieleichen, Hainbuchen, Espen, Waldkiefern, Silber-Weiden und Hänge-Birken dominieren. Entlang des Ufers wachsen zudem Röhrichtpflanzen wie Schilfrohr.

## Entstehung
Der Neuwirtshäuser Weiher entstand in der zweiten Hälfte des 20. Jahrhunderts durch menschliche Einflussnahme. Historische Luftbilder aus den 1950er-Jahren zeigen an seiner heutigen Stelle noch kein Gewässer. Möglicherweise entstand der Weiher als Bausand- oder Kiesgrube im Zusammenhang mit dem Bau der nahegelegenen Autobahn A 45 in den 1970er-Jahren. Alternativ könnte der Weiher im Zusammenhang mit der Erschließung der nahegelegenen Waldsiedlung in Großauheim entstanden sein. Beide Theorien werden durch die Lage und den Zeitraum gestützt, direkte Belege fehlen jedoch bisher.